# Цемент радіоактивний (бурова справа)
Цемент радіоактивний (бурова справа) (рос. радиоактивный цемент; англ. radioactive cement; нім. radioaktiver Zement m): під час буріння свердловин — цемент, який дозволяє визначати висоту піднімання цементного розчину по затрубному простору за допомогою гамма-лічильника.